# Молоствов, Сергей Михайлович
Серге́й Миха́йлович Молоство́в (1874—1915) — русский офицер, герой Первой мировой войны.

## Биография
Родился 4 (16) марта 1874 года. Происходил из старинного дворянского рода Молоствовых.
Окончил Симбирский кадетский корпус (1891) и Николаевское кавалерийское училище по 1-му разряду (1893), выпущен корнетом в 13-й драгунский Каргопольский полк. Позднее был переведен в лейб-гвардии Уланский Его Величества полк.
Чины: корнет гвардии (1893), поручик (1897), штабс-ротмистр (1901), ротмистр (1905), флигель-адъютант (1914), полковник (1914).
В Первую мировую войну вступил с Уланским полком. Был ранен. Пожалован Георгиевским оружием
За то, что удержал с дивизионом улан и двумя пулеметами позиции 21 сент. 1914 г., чем способствовал отходу всего отряда.
13 августа 1915 года назначен командиром 12-го гусарского Ахтырского полка, в каковой должности состоял до 17 сентября того же года. Умер в 1915 году.
Был женат на Ольге Михайловне Севастьяновой; у них в 1905 году родилась дочь Галина.

## Награды
- Орден Святого Станислава 3-й ст. (1908);
- Орден Святой Анны 3-й ст. (1911);
- Орден Святого Владимира 4-й ст. с мечами и бантом (ВП 01.11.1914);
- Орден Святого Станислава 2-й ст. с мечами (ВП 19.11.1914);
- Георгиевское оружие (ВП 09.03.1915);
- мечи и бант к ордену Святой Анны 3-й ст. (ВП 23.04.1916);
- Орден Святой Анны 2-й ст. с мечами (ВП 08.06.1916).